# Soziale Probleme
Soziale Probleme bezeichnen im Alltagsverständnis und in der Soziologie Situationen, Lebensbedingungen und Verhaltensweisen, die als störend, schädlich, belastend, abweichend, ungerecht oder pathologisch wahrgenommen werden. Dazu zählen, neben vielen anderen, Armut, Kriminalität, Abhängigkeitserkrankungen und Diskriminierungen. Soziale Probleme unterliegen sozialer Kontrolle und sind häufig Objekt von Sozialpolitik und  Sozialarbeit. Die Soziologie sozialer Probleme untersucht zudem, wie gesellschaftliche Tatbestände im öffentlichen Bewusstsein zu sozialen Problemen gemacht werden.

## Schwierigkeiten thematischer Vielfalt
In der US-amerikanischen Soziologie wird der Begriff „social problem“ seit über hundert Jahren gebraucht und seit 70 Jahren besteht die wissenschaftliche Fachgesellschaft Society for the Study of Social Problems, die die Zeitschrift Social Problems herausgibt. Innerhalb der Deutschen Gesellschaft für Soziologie existiert seit 1976 die Sektion Soziale Probleme und soziale Kontrolle, sie gibt seit 1989 die Zeitschrift Soziale Probleme heraus. Außerdem gibt es in den USA viele Hand- und Lehrbücher zu „social problems“, die in den obligatorischen Grundlagenkursen der Soziologie verwendet werden. Trotzdem, so schreibt Axel Groenemeyer im zweibändigen deutschsprachigen Handbuch soziale Probleme (2012), „gibt es keine einheitliche Definition, und nach wie vor werden mit dem Konzept sehr unterschiedliche Vorstellungen und Fragestellungen verbunden sowie ganz verschiedene Phänomene als soziale Probleme bezeichnet.“ Und bereits 1971 ließen Malcom Spector und John I. Kitsuse ihr Buch Constructing Social Problems mit der Feststellung beginnen: „Es gibt in der Soziologie keine adäquate Definition sozialer Probleme, und es gibt sie weder heute noch hat es jemals eine Soziologie sozialer Probleme gegeben“. Die Hauptschwierigkeit liegt in der Vielfalt von unterschiedlichen Erscheinungen, die als soziale Probleme bezeichnet werden.
Das von Robert K. Merton und Robert A. Nisbet herausgegebene, in vier Auflagen erschienene Grundlagenwerk Contemporary Social Problems zeigt exemplarisch diese Vielfalt. Die Erstausgabe von 1961 bündelte in zwei Rubriken insgesamt 14 Themen. Die Rubrik Deviant Behavior umfasste sechs Titel: Crime, Juvenile Delinquency, Mental Disorders, Drug Addiction, Suicide und Prostitution. In der Kategorie Social Disorganization gab es acht Nennungen: The World’s Population Crisis, Race and Ethnic Relations, Family Disorganization, Social Problems and Disorganization in the World of Work, The Military Establishment: Organization and Disorganization, Community Disorganization, Traffic, Transportation and Problems of the Metropolis und Disaster. In der Auflage von 1976 gab es 15 Themenfelder. Die Einträge zu Militär und Katastrophen (Disaster) fehlten, andere, wie Crime and Juvenile Delinquency waren zusammengelegt worden. Neu waren: Alcoholism and Problem Drinking, Equality and Inequality, Age and Aging, Poverty and Proletariat sowie Collective Violence. In den bundesrepublikanischen Publikationen aus den Jahren 1970/80 finden sich ähnliche Themen, die frühe Forschung hatte hier eine stark kriminologische Ausrichtung. Deshalb dominierte die Untersuchung staatlicher Sanktionsinstanzen.
Das deutsche Handbuch soziale Probleme bietet folgende Beiträge zu folgenden ausgewählten sozialen Problemen: Aids – Zur Normalisierung einer Infektionskrankheit; Getränk, Alkoholkonsum und Alkoholprobleme; Sexuelle Auffälligkeit – Perversion; Arbeitslosigkeit; Armut, Deprivation und Exklusion als soziales Problem; Drogen, Drogenkonsum und Drogenabhängigkeit; Ethnische Diskriminierung, Rassismus und gruppenbezogene Menschenfeindlichkeit; Frauendiskriminierung; Freizeit – oder ein Beispiel für fast beliebige Problemzuschreibungen; Geistige Behinderung und Teilhabe an der Gesellschaft; Gesundheit und Krankheit als soziales Problem; Gewalt gegen Frauen und Gewalt im Geschlechterverhältnis; Jugend; Korruption und Wirtschaftskriminalität als soziales Problem; Kriminalität und Delinquenz als soziales Problem. Unter „Soziale Probleme und empirische Forschung“ werden im Handbuch weitere Themen behandelt: Makrogewalt: Rebellion, Revolution, Krieg, Genozid; Pornographie; Prostitution; Psychische Krankheit als soziales Problem; Suizid; Technologische Risiken; Umweltprobleme und Wohnungslosigkeit.

## Zwei konkurrierende Theorien
Bis in die 1970er Jahre wurden soziale Probleme von der Soziologie ganz überwiegend als Diskrepanz zwischen den Wertvorstellungen
einer Gesellschaft und den konkreten Lebensbedingungen einzelner sozialer Gruppen gedeutet. Diese Sichtweise wird „strukturfunktionalistische“ oder „objektivistische“ Theorie sozialer Probleme genannt. Mit dem Aufkommen des Sozialkonstruktivismus in den Sozialwissenschaften geriet diese Sichtweise in die Kritik. Als Alternative wurden „definitionstheoretische“ oder „konstruktionistische“ Theorien entwickelt. Darin werden soziale Probleme als Ergebnis diskursiver Prozesse in einer Gesellschaft bezeichnet. Eine Konkurrenz der beiden theoretischen Schulen besteht bis in das 21. Jahrhundert hinein. In der deutschsprachigen Fachliteratur dominiert seit Jahrzehnten die konstruktivistische Sichtweise, in amerikanischen Lehr- oder Handbüchern und sozialwissenschaftlichen Zeitschriften zeigt sich ein völlig anderes Bild: Die meisten Arbeiten behandeln jeweils isoliert einzelne soziale Probleme.

### Die strukturfunktionalistische Erklärung
Von den 1930er- bis in die 1960er-Jahre wurde die Problemsoziologie von einem Verständnis dominiert, das Robert K. Merton 1961 besonders prägnant und wirkmächtig formulierte. Seine Systematisierung enthält sechs Punkte:
1. Soziale Probleme sind als „signifikante Diskrepanz“ zwischen den sozialen Standards einer Gesellschaft und der sozialen Realität zu betrachten. Die Standards (oder auch Werteordnung) sind durch rechtliche Maßstäbe gesetzt, wie das Strafrecht und die Verfassung. Die soziale Realität dagegen, wird von der Soziologie hauptsächlich durch statistische Daten zu den Lebensbedingungen verschiedener Gruppen erfasst.
2. Von einem sozialen Problem kann nur die Rede sein, wenn die Abweichung der Realität von der Norm gesellschaftliche Ursachen hat, was zum Beispiel für Naturkatastrophen nicht gilt.
3. Nur bei einem Teil (Merton nennt ausdrücklich Straftaten) besteht allgemeine Einigkeit über die Normabweichung. Bei vielen anderen Problemen fehlt diese Einigkeit. Das kann an interessengeleiteten Wahrnehmungsunterschieden zwischen sozialen Gruppen liegen oder an Differenzen in deren Wertesystem. Die gesellschaftliche Definition sozialer Probleme sei abhängig von gesellschaftlichen Machtpositionen.
4. Es muss zwischen manifesten und latenten sozialen Problemen unterschieden werden, weil die Diskrepanz zwischen Werteordnung und sozialer Realität nicht immer offensichtlich ist. Bei latenten sozialen Problemen ist das Vorhandensein einer Problemlage im öffentlichen Bewusstsein und bei den zuständigen staatlichen Instanzen noch nicht registriert worden. Solcherart latente Probleme können nur von der Soziologie erkannt werden.
5. Soziale Probleme werden oft verzerrt wahrgenommen. Es gibt falsche öffentliche Vorstellungen über ihr Ausmaß, ihre Verbreitung, ihre Dauer, ihre Ursachen und ihren Wandel. Aufklärung darüber ist eine weitere Aufgabe der Soziologie.
6. Soziale Probleme können als solche nur in solchen Gesellschaften thematisiert werden, in denen prinzipiell die Möglichkeit der Abhilfe besteht und in denen sie nicht als schicksalhaft oder gottgegeben betrachtet werden.

### Die definitionstheoretische Erklärung
1971 formulierte Herbert Blumer in seinem Aufsatz Social Problems as Collective Behavior ein Gegenmodell zu dem Mertons. Er schloss dabei an Überlegungen der US-amerikanischen Soziologen Richard C. Fuller und Richard R. Myers aus den 1940er Jahren an, spitzte sie aber auf Grundlage des Symbolischen Interaktionismus und des Sozialkonstruktivismus zu.
Blumer formulierte drei Gegenthesen zu Merton:
1. Die Identifizierung sozialer Probleme durch die Soziologie geht von der öffentlichen Bestimmung der Probleme aus und nicht umgekehrt.
2. Die gesellschaftliche Definition bestimmt, ob ein Sachverhalt ein soziales Problem ist, nicht dessen objektiver Charakter.
3. Die Anerkennung und auch die Bekämpfung sozialer Probleme sind Gegenstand sozialer Aushandlungsprozesse.

Radikaler als Blumer, der die Existenz spezieller ‚objektiver Sachverhalte‘ als Basis der Formulierung sozialer Probleme zumindest für vorstellbar hielt, kritisierten 1973 John I. Kitsuse und Malcom Spector das klassische Verständnis aus sozialkonstruktivistischer Sicht. Nach ihrer Auffassung werden soziale Probleme völlig unabhängig von der Existenz sozialer Sachverhalte konstruiert. Daher solle man nicht soziale Probleme untersuchen, sondern allein den Definitionsprozess, der sie erzeugt.
Manche Probleme, die zunächst als Privatangelegenheiten galten, wurden später als öffentliche  Angelegenheiten und somit als soziales Problem behandelt. Johannes Schilling und Susanne Zeller nennen als hierfür Beispiele die Altersversorgung und die Arbeitslosigkeit, welche in Deutschland schrittweise Eingang in die Sozialversicherung fanden. Weitere Beispiele beziehen sich auf häusliche Gewalt, die in Deutschland in den 1970er-Jahren deutlicher ins öffentliche Bewusstsein kam: Zunächst rückten Täter und Betroffene, später auch Kinder von Betroffenen in die Aufmerksamkeit.

### „Halbierte Soziologie sozialer Probleme“
Aus definitionstheoretischer Sicht ist die Problemsoziologie keine Soziologie der Armut, der Obdachlosigkeit oder des Drogenkonsums, sondern sie soll darstellen, wie generell soziale Probleme in modernen Gesellschaften entstehen, wie ihre Karrieren verlaufe, was gegen sie unternommen wird und wie sie gelöst werden. Bei höheren Ansprüchen, wird außerdem versucht zu erklären, warum Probleme auf bestimmte Weise definiert werden, weshalb manche Problemdarstellungen öffentlich erfolgreicher sind als andere und warum staatliche Instanzen in manchen Fällen die Problemlösung übernehmen und in manchen nicht. Gegenstand
dieses Teilbereichs der Soziologie sind somit nicht die sozialen Sachverhalte, die als problematisch angesehen werden, sondern die sozialen Prozesse, mit denen die Problemdeutung erzeugt wird. Vertreter des objektivistischen Ansatzes (wie im deutschsprachigen Raum  Hans Haferkamp oder Axel Groenemeyer) geben sich mit einer derartigen Selbstbeschränkung nicht zufrieden. Ihnen zufolge hat die Problemsoziologie die Aufgabe und sozialethische Pflicht, Partei zu ergreifen, inakzeptable
Lebenslagen als solche zu benennen, ihre Entstehung und Entwicklung zu analysieren und damit einen Beitrag zur Problembekämpfung zu leisten.
Ohne die Bestimmung objektiver Probleme würde man laut Hans Haferkamp einer „halbierten Soziologie sozialer Probleme“ das Wort reden.

## Soziale Arbeit
Die professionelle Lösung sozialer Probleme nennt Peter Lüssi eine Aufgabe der Sozialarbeit. In der Systemischen Sozialarbeit ist ein soziales Problem hingegen nach Lüssi durch drei Kriterien definiert: Not, subjektive Belastung und Problemlösungsschwierigkeit.

### Bücher
- Günter Albrecht, Axel Groenemeyer (Hrsg.): Handbuch soziale Probleme, 2 Bände. 2. Auflage. Springer VS, Wiesbaden 2012, ISBN 978-3-531-32117-2
- John I. Kitsuse und Malcolm Spector: Constructing social problems. 3. Auflage, Transaction Publishers, New Brunswick 2001, ISBN 0-7658-0716-5.
- Robert K. Merton und Robert A. Nisbet (Hrsg.): Contemporary social problems. 4. Auflage, Harcourt Brace Jovanovich, New York 1976.
- Helge Peters: Soziale Probleme und soziale Kontrolle. Westdeutscher Verlag, Wiesbaden 2002, ISBN 978-3-531-13668-4.
- Michael Schetsche: Empirische Analyse sozialer Probleme. Das wissenssoziologische Programm. 2., aktualisierte Auflage, Springer VS, Wiesbaden 2014, ISBN 978-3-658-02279-2.
- Michael Schetsche: Die Karriere sozialer Probleme. Soziologische Einführung. Oldenbourg, München/Wien 1996, ISBN 978-3-486-23539-5.

### Zeitschriftenaufsätze (Open Access)
- Günter Albrecht: Theorie sozialer Probleme im Widerstreit zwischen 'objektivistischen' und 'rekonstruktionistischen' Ansätzen. In: Soziale Probleme, 1. Jahrgang, 1990, S. 5–20 (SSOAR).
- Joel Best, Amerikanische Soziologie und die Erforschung sozialer Probleme. In: Soziale Probleme, 17. Jahrgang, 2006/1, S. 20–33 (SSOAR).
- Axel Groenemeyer, Soziologische Konstruktionen sozialer Probleme und gesellschaftliche Herausforderungen: Eine Einführung. In: Soziale Probleme, 12. Jahrgang, 2001 S. 5–27 (SSOAR).
- Axel Groenemeyer, Gesellschaftspolitische Relevanz und soziologische Reputation: eine kleine Geschichte über 30 Jahre Soziologie sozialer Probleme in Deutschland. In: Soziale Probleme, 17. Jahrgang, 2006/1, S. 9–19 (SSOAR).
- Axel Groenemeyer, Die Institutionalisierung von Problemdiskursen und die Relevanz der Soziologie sozialer Probleme. In: Soziale Probleme, 18. Jahrgang, 2007/1, S. 5–25 (SSOAR).
- Rüdiger Lautmann: Probleme mit der Problemsoziologie. In: Soziale Probleme, 17. Jahrgang, 2006/1, S. 54–62 (SSOAR).